# Vladimir Popov (acteur)
Pour les articles homonymes, voir Popov.
Ne doit pas être confondu avec Vladimir Popov (directeur de la photographie).
Vladimir Aleksandrovich Popov (en russe : Владимир Александрович Попов), né le 28 août 1887 à Orenbourg dans l'Empire russe, et mort le 15 mai 1955  à Moscou, est un acteur russe puis soviétique. Son pseudonyme au cinéma était Vladimir Ouralski (Уральский).

## Biographie
Vladimir Ouralsky naît le 28 août 1887 à Orenbourg.
De 1895 à 1909, il travaille comme boulanger à Orenbourg. De 1909 à 1914, il fut acteur au Théâtre dramatique russe et au Théâtre municipal d'Orenbourg. À partir de 1914, il étudie au studio de théâtre du théâtre d’art de Moscou. En 1914-1915, il est acteur au Théâtre du gouvernement russe Alexandre à Helsinki. De 1915 à 1922 - acteur dans les théâtres dramatiques russes des villes de Ludny, Ekaterinbourg, Simbirsk, Kouznetsk, Odessa et Omsk. En 1922-1923, il était acteur et directeur de la troupe du département politique de la deuxième division de cavalerie à Orenbourg. Depuis 1923 - acteur du studio de cinéma "Mezhrabpom-Rus" et du Théâtre du Conseil central des syndicats de toute l'Union à Moscou. 
En 1924, il fait sa première apparition à l'écran, dans La Grève de Sergueï Eisenstein et dans Aelita de Yakov Protazanov. Sa carrière cinématographique compte environ 130 rôles.
Depuis 1936 - acteur au studio Soyuzdetfilm  et au théâtre national d'acteur de cinéma.
On le décore de l'Ordre de l'Insigne d'honneur en 1950.
Décédé le 13 mai 1955 à Moscou, Vladimir Ouralski est enterré au cimetière Donskoï.

## Filmographie

### Acteur
- 1924 : Aelita (Аэлита) de Yakov Protazanov
- 1924 : La Grève (Стачка) de Sergueï Eisenstein
- 1925 : Le Cuirassé Potemkine (Броненосец «Потемкин») de Sergueï Eisenstein
- 1925 : Le Maître de poste (Коллежский регистратор) de Vladimir Gontchoukov, Youri Jeliaboujski et Ivan Moskvine
- 1925 : Le Tailleur de Torjok (Закройщик из Торжка) de Yakov Protazanov
- 1926 : La Mère (Мать) de Vsevolod Poudovkine
- 1927 : La Jeune Fille au carton à chapeau de Boris Barnet
- 1927 : Zvenigora (Звенигора) d'Aleksandr Dovjenko et Youlia Solntseva
- 1928 : La Maison de la rue Troubnaia (Дом на Трубной) de Boris Barnet
- 1929 : Les Grades et les Hommes (Chiny i lyudi) de Yakov Protazanov
- 1929 : Deux-Bouldi-Deux (Два-бульди-два) de Lev Koulechov
- 1929 : Le Dieu de la guerre (Бог войны) d'Efim Dzigan
- 1930 : La Fête de saint Jorgen (Праздник святого Йоргена, Prazdnik sviatogo Yorgena) de Yakov Protazanov : le guide
- 1930 : Le Pain (Хлеб) de Nikolaï Chpikovski
- 1930 : Un simple cas (Простой случай) de Vsevolod Poudovkine
- 1931 : Le Chemin de la vie (Путевка в жизнь, Poutiovka v jizn) de Nikolaï Ekk
- 1931 : Tommy (Томми) de Yakov Protazanov : partisan
- 1932 : L'Horizon (Горизонт) de Lev Koulechov
- 1933 : Faubourg (Окраина) de Boris Barnet
- 1933 : Le Déserteur (Дезертир) de Vsevolod Poudovkine
- 1933 : Les Bottes déchirées (Рваные башмаки) de Margarita Barskaia
- 1935 : Aerograd (Аэроград) d'Aleksandr Dovjenko
- 1942 : Kotovski (Котовский) de Alexandre Feinzimmer : serviteur
- 1943 : Koutouzov (Кутузов) de Vladimir Petrov
- 1946 : Le Croiseur Variague (Крейсер «Варяг») de Viktor Eisymont : Bosco
- 1947 : Soldat Alexandre Matrosov (Рядовой Александр Матросов) de Leonid Loukov : soldat
- 1948 : La Jeune Garde (Молодая гвардия) de Sergueï Guerassimov : père d'Ouliana Gromova
- 1948 : Élève du cours préparatoire (ru) (Первоклассница) d'Ilia Frez
- 1953 : Anna Karenine de Tatiana Loukachevitch
- 1956 : Le Ballon rouge d'Albert Lamorisse : un locataire